# Бужанський Максим Аркадійович
Макси́м Арка́дійович Бужа́нський (нар. 24 листопада 1974, Дніпро, Українська РСР, СРСР)— український політик, державний діяч і блогер. Народний депутат України IX скликання від 25-го виборчого округу від партії «Слуга народу».

## Життєпис
Закінчив Дніпровський державний інститут інженерів залізничного транспорту (спеціалізація «Інженер-містобудівник»).
Нагороджений медаллю «За заслуги перед містом» від Дніпровської міської ради.
Кандидат у народні депутати від партії «Слуга народу» на парламентських виборах 2019 року (виборчий округ № 25, Чечелівський район, частина Амур-Нижньодніпровського району міста Дніпра). На час виборів: менеджер ТОВ «Арна», проживає в Дніпрі. Безпартійний.
Обраний за багатомандатним округом № 25. Член депутатської фракції політичної партії «Слуга народу».

## Законотворча діяльність
Член Комітету Верховної ради з питань правоохоронної діяльності. Також Бужанський входить до шести груп із міжпарламентських зв'язків: з Ізраїлем, Іраком, Перу, Вірменією, Люксембургом і Китаєм.
У грудні 2019 року Бужанський вніс до парламенту законопроєкт про визнання Закону України «Про забезпечення функціонування української мови як державної» таким, що втратив чинність «на базі нововиявлених обставин, зважаючи на рішення Венеціанської комісії». На думку Бужанського, закон про мову не має «нічого спільного з захистом і розвитком української мови» і «спрямований на дискримінацію носіїв інших мов, в першу чергу, російської мови». Також нардеп вважає, що чинний закон «виштовхує наших громадян з нашого інформаційного поля в чуже». Бужанський виступив за написання нового законопроєкту про мову після «широкої дискусії на цю тему між жителями Сходу і Заходу України, націоналістами, раціоналістами, діячами культури, представниками медіа».
У 2021 році за дослідженням ІМІ Бужанський увійшов до списку осіб, які поширювали антизахідні та проросійські наративи.
Бужанський був автором законопроєкту № 2362 «Про внесення змін до деяких законодавчих актів щодо навчання державною мовою в установах освіти». Він пропонував подовжити термін права здобуття освіти мовою національної меншини, яка не відноситься до країн Європейського Союзу, до 1 вересня 2023 року. Зокрема, це стосувалося тих учнів, які вчилися російською мовою. Є автором Закону України «Про запобігання та протидію антисемітизму в Україні». Також Максим Бужанський є автором закону про добровільний військовий облік для жінок. 7 жовтня 2022 року закон ухвалила Верховна Рада. Єдиний депутат Верховної ради України, який проголосував проти скасування Дня Перемоги в Україні.
У 2023 році намагався заблокувати розгляд закону про деколонізацію географічних назв в Україні та очищення країни від наслідків російської імперської політики.
22 липня 2025 року голосував за законопроєкт 12414, що обмежує Національне антикорупційне бюро України та Спеціалізовану антикорупційну прокуратуру. Цей закон викликав значний резонанс в українському суспільстві.

## Погляди
Регулярно і неодноразово засуджував Революцію гідності, заявляв що Український інститут національної пам'яті нічого не робить «з нацизмом, який всюди та героїзує есесівців». Поширює російську пропаганду.
Неодноразово висміював Романа Шухевича і назвав Степана Бандеру «польським терористом».
З початком повномасштабного російського вторгнення в Україну, Бужанський назвав Росію «країною ворогів». Він визнав, що головна ціль агресора — окупація України, а також порівняв дії Росії на окупованих територіях з діями Третього Рейху в Україні в 41–43 роках.
Бужанський критикував законопроєкт «Про захист конституційного ладу у сфері діяльності релігійних організацій» про заборону УПЦ МП, на його думку це «подарунок російській пропаганді й образа вірян».
2023 року Бужанський в етері телеканалу «Київ 24» відмовився говорити українською та відповідати на гасло «Слава Україні».
Після початку вторгнення ХАМАС в Ізраїль 7 жовтня 2023 року, Бужанський висловився на підтримку Ізраїлю, підкресливши здатність ЦАХАЛ відбити атаку терористів. Також він розкритикував ставлення європейських політиків до подій 7 жовтня, Бужанський написав, що «На боці терористів Хамаса завжди три речі. Демографія, аморальність, і глибока стурбованість салонних європейських експертів».
Схвалював припиненню фінансування програм USAID в Україні і поширював конспірологічні теорії про «марнотратство» донорських коштів.
Регулярно критикує Сороса та «соросят» та звинувачує їх у проблемах України.